# Genazaury
Genazaury (Genasauria) – klad wymarłych roślinożernych dinozaurów. Po raz pierwszy zastosował go Paul Sereno w 1986 roku. Obejmuje cerapody (marginocefale i ornitopody) oraz tyreofory (ankylozaury i stegozaury). Z początku klad ten był używany jedynie przez autora, jednak w ostatnich latach został uznany również przez większość innych naukowców. Genazaury według definicji Sereno składają się z Ankylosaurus magniventris, Pachycephalosaurus wyomingensis, Parasaurolophus walkeri, Stegosaurus stenops, Triceratops horridus oraz ich najbliższych przodków i wszystkich potomków.